# George Cosac
George Cosac (* 26. Januar 1968 in Constanța) ist ein ehemaliger rumänischer Tennisspieler und derzeitiger Sportfunktionär. Seit 2013 ist er Präsident der Federația Română de Tenis.

## Leben
Cosac spielte ab 1989 vornehmlich auf der ATP Challenger Tour, wo er vor allem im Doppel einige Achtungserfolge verbuchen konnte. So stand er im Finale des Turniers von Heilbronn, wo er mit seinem Landsmann Adrian Marcu gegen Michael Stich und Martin Sinner unterlag. Weitere Finalteilnahmen im Jahr 1989 hatte er in Budapest und Eger. Im darauf folgenden Jahr stand er in zwei Doppelfinalpartien der Challenger-Tour und im Doppelfinale von Prag. Zusammen mit den zwei Finalteilnahmen in Bukarest 1993 und 1998 waren dies seine größten Erfolge auf der ATP World Tour. 1996 feierte er an der Seite von Dinu Pescariu den Doppeltitel des Challenger-Turniers von Brașov. Im darauf folgenden Jahr verteidigte er den Titel; diesmal mit dem Briten Miles Maclagan als Partner und Pescariu, der zusammen mit Ionuț Moldovan antrat, als Gegner. Ab Ende der 1990er Jahre bis zu seinem Karriereende 2008 spielte er vor allem auf der ITF Future Tour. Seine höchste Notierung in der Tennis-Weltrangliste erreichte er 1995 mit Position 265 im Einzel sowie 1991 mit Position 170 im Doppel, für ein Grand-Slam-Turnier konnte er sich weder im Einzel noch im Doppel je qualifizieren.
Cosac spielte zwischen 1988 und 1996 sieben Einzel- sowie 16 Doppelpartien für die rumänische Davis-Cup-Mannschaft. Seine Doppelbilanz war ausgeglichen bei 8:8, von seinen Einzelpartien konnte er nur eine einzige für sich entscheiden. Sein größter Erfolg mit der Mannschaft war die Teilnahme an der Erstrundenpartie in der Weltgruppe 1996. Beim 3:2-Sieg über Belgien kam er im Doppel zum Einsatz.
Bei den Olympischen Sommerspielen 1992 trat er im Doppel für Rumänien an. An der Seite von Dinu Pescariu erreichte er das Viertelfinale, in dem sie Wayne Ferreira und Piet Norval in drei Sätzen unterlegen waren.
Am 22. Februar 2013 wurde Cosac mit 124 von 208 Stimmen als Nachfolger von Ruxandra Dragomir Ilie zum Präsidenten der Federația Română de Tenis gewählt.

## Finalteilnahmen
| Legende                       |
| Grand Slam                    |
| Tennis Masters Cup            |
| ATP Masters Series            |
| ATP International Series Gold |
| ATP International Series (3)  |

### Doppel
| Nr. | Datum              | Turnier  | Belag | Partner           | Finalgegner                | Endergebnis   |
| --- | ------------------ | -------- | ----- | ----------------- | -------------------------- | ------------- |
| 1.  | 6. August 1990     | Prag     | Sand  | Florin Segărceanu | Vojtěch Flégl Daniel Vacek | 7:5, 4:6, 3:6 |
| 2.  | 13. September 1993 | Bukarest | Sand  | Ciprian Porumb    | Menno Oosting Libor Pimek  | 6:7, 6:7      |
| 3.  | 14. September 1998 | Bukarest | Sand  | Dinu Pescariu     | Andrei Pavel Gabriel Trifu | 6:7, 6:7      |